# Переведеновский тупик
Переведе́новский тупи́к — улица на востоке Москвы в Басманном районе от Переведеновского переулка.

## Происхождение названия
Так же как Переведеновский переулок, тупик получил название по местности (на Новой Переведеновской улице), которая в XVIII веке была заселена переведенцами — возвратившимися в Москву беженцами от чумы 1771—1772 годов и лишившимися жилища.

## Описание
Переведеновский тупик начинается слева от Переведеновского переулка, проходит на северо-запад к железнодорожной линии Казанского направления и заканчивается в промышленной зоне надалеко от Центросоюзного переулка.